# Región Patagónica
Die Región Patagonia Argentina ist eine der argentinischen Großregionen. Sie umfasst den gesamten Süden des Landes und damit auch Gebiete außerhalb der geographischen Region Patagonien. Seit Ende der 1990er-Jahre haben sich die Provinzen Argentiniens mit Ausnahme der Provinz Buenos Aires zu Regionen zusammengeschlossen, mit dem Ziel, die Wirtschafts-, Infrastruktur- und Entwicklungspolitik untereinander abzustimmen und Gegengewichte zur dominierenden Stellung des Großraumes Buenos Aires zu bilden. Diese Regionen sind allerdings bisher keine offiziellen Gliedstaaten, sondern reine Interessengemeinschaften, sie haben also keinerlei offizielle politische Organe.

## Gliederung
Folgende Provinzen gehören der Región Patagonia an:
- Chubut
- La Pampa
- Neuquén
- Río Negro
- Santa Cruz
- Tierra del Fuego

## Daten
Die Fläche der Región Patagonia beträgt 930.731 Quadratkilometer, ihre Bevölkerung beträgt 2.025.181 (2001). Das Bevölkerungswachstum liegt bei 1,6 Prozent pro Jahr und die Bevölkerungsdichte bei 2,2 Einwohnern pro Quadratkilometer.

## Wichtige Städte
Wegen der großen Ausdehnung der Region (mehr als ein Drittel der Landesfläche) hat jedes Gebiet seine eigenen Metropolen. 
- Im Norden sind dies die Industriestadt Neuquén (291.041 Einwohner), das agrarindustrielle Santa Rosa de Toay (102.399 Einwohner), das Touristenzentrum San Carlos de Bariloche (89.092 Einwohner) und das Landwirtschafts- und Kulturzentrum General Roca (69.672 Einwohner).

- Im Zentrum sind wichtige Städte das Erdölförderungszentrum Comodoro Rivadavia (135.632 Einwohner), die agrarindustriell geprägte Doppelstadt Rawson/Trelew (zusammen 110.798 Einwohner), sowie die Industrie- und Hafenstadt Puerto Madryn (57.614 Einwohner).

- Im extrem dünn besiedelten Süden sind die Hafenstädte Río Gallegos (79.144 Einwohner), Río Grande (52.681) und Ushuaia (45.430 Einwohner) die wichtigsten Orte, die beiden letzteren sind Zentren der Elektronik- und Medienindustrie.

## Geografie
Die Westgrenze der Region bilden die Anden, die in dieser Region niedriger als weiter nördlich sind und ein feuchtes Klima aufweisen. Im Osten davon schließt die trockene Buschsteppe des Monte in der Zone der sogenannten patagonischen Meseta an, in den Tälern dieser Region befinden sich einige künstlich bewässerte Oasen. Das Klima in dieser Region ist kontinental, windig und trocken. Eine eigene Subregion ist die im Süden gelegene, relativ feuchte und sehr kühle Insel Feuerland. Der äußerste Nordosten der Provinz La Pampa gehört zur Pampa-Ebene.

## Wirtschaft
Die Wirtschaft der Region ist vielfältig, was aber bei einer derart großen Ausdehnung nicht verwundert. Der Hauptwirtschaftszweig ist die Erdölförderung um Comodoro Rivadavia und Neuquén, gefolgt von Landwirtschaft und Agrarindustrie in den Tälern des Río Negro und des Río Chubut sowie in der östlichen Provinz La Pampa. Weiterhin wichtig ist die Kohleförderung in der Provinz Santa Cruz, die Aluminiumindustrie von Puerto Madryn und der Tourismus an der Küste sowie in den Anden.

## Tourismus
Haupt-Touristenziel der Region ist San Carlos de Bariloche in den Südanden, das sowohl als Sommerurlaubsziel wegen seiner vielen Seen sowie als Wintersportzentrum (Skipisten beim Cerro Catedral) bekannt ist. Weiter südlich liegt der Nationalpark Los Glaciares mit Inlandgletschern und Seen. An der patagonischen Küste befinden sich Badeorte wie Las Grutas und Rada Tilly, aber auch interessante Orte zur Tierbeobachtung wie die Halbinsel Valdés. In den letzten Jahrzehnten ist Feuerland zu einem weiteren touristischen Höhepunkt der Region geworden, vor allem Ushuaia und der Nationalpark Tierra del Fuego.